# 68719 Jangyeongsil
68719 Jangyeongsil este un asteroid din centura principală de asteroizi.

## Descriere
68719 Jangyeongsil este un asteroid din centura principală de asteroizi. A fost descoperit pe 16 februarie 2002 la Bohyunsan de Young-Beom Jeon. Asteroidul prezintă o orbită caracterizată de o semiaxă mare de 2,47 ua, o excentricitate de 0,10 și o înclinație de 4,9° în raport cu ecliptica.